# HD 189733
HD 189733, còn được gọi là V52 Vulpeculae, là một hệ sao đôi cách xa hệ Mặt Trời khoảng 63 năm ánh sáng, trong chòm sao Hồ Ly. Ngôi sao chính bị nghi là sao lùn cam, trong khi ngôi sao phụ là sao lùn đỏ. Với giả định rằng hệ thống này có cấp sao thị giác tương tự như HD 209458, điều này hứa hẹn nhiều cho việc nghiên cứu các ngoại hành tinh quá cảnh gần. Hệ sao này có thể được tìm thấy với ống nhòm 0,3 độ về phía đông của Tinh vân Quả Tạ (M27).
Vào năm 2005 người ta đã xác nhận rằng một ngoại hành tinh quay quanh ngôi sao chính trong hệ sao này.

## Hệ sao
HD 189733 A là một sao lùn cam thuộc loại quang phổ K1.5V. Ngôi sao có khối lượng bằng 81% so với Mặt Trời, bán kính bằng 76% và độ sáng bằng 33%. Ngôi sao này nằm trong khoảng từ 89 đến 102 phần trăm độ giàu sắt của Mặt Trời, làm cho nó có độ tuổi trên 600 triệu năm.
Ngôi sao có các đốm sao ảnh hưởng đến độ sáng của nó, bằng 1,5 phần trăm trong ánh sáng nhìn thấy được. Kết quả là nó được liệt kê trong Danh lục tổng quát sao biến quang như là sao biến quang BY Draconis với định danh sao biến quang V52 Vul.
Được phát hiện năm 2006 trong cuộc khảo sát thiên văn 2MASS, 2MASS J20004297+2242342 hoặc HD 189733 B là một sao lùn đỏ mờ thuộc loại quang phổ M. Sao đồng hành này được quan sát ở khoảng cách 216 AU từ ngôi sao chính. Quay ttrên quỹ đạo theo chiều kim đồng hồ (gần vuông góc với mặt phẳng quỹ đạo của hành tinh quá cảnh HD 189733 b), chu kỳ quỹ đạo được ước tính khoảng 3.200 năm.

## Hệ hành tinh
HD 189733 A có một hành tinh đã biết, được định danh là HD 189733 b, một hành tinh khí khổng lồ lớn hơn Sao Mộc 13%, đủ gần để hoàn thành một vòng quỹ đạo sau 2 ngày. Sử dụng phép đo phổ, năm 2007 người ta thấy rằng hành tinh này chứa một lượng hơi nước đáng kể. Hành tinh này là ngoại hành tinh thứ hai nơi tìm thấy bằng chứng rõ ràng về nước.
Dấu hiệu hóa học của hơi nước được phát hiện trong bầu khí quyển của hành tinh này. Mặc dù HD 189733 b với nhiệt độ khí quyển cao trên 1.000 °C (1.830 °F) không thể ở được, nhưng phát hiện này làm tăng khả năng cho rằng nước, một thành phần thiết yếu của sự sống, sẽ được tìm thấy trên một hành tinh giống Trái Đất hơn trong tương lai.
Các nhà thiên văn học đã tạo ra một bản đồ thô về các đặc trưng trên đỉnh mây của HD 189733 b bằng cách sử dụng dữ liệu từ Kính viễn vọng Không gian Spitzer.
Mặc dù Spitzer không thể phân giải hành tinh thành một đĩa, bằng cách đo các thay đổi khi hành tinh tự quay, nhóm nghiên cứu đã tạo ra một bản đồ theo chiều dọc đơn giản. Đó là, họ đã đo độ sáng của hành tinh thành một loạt các dải từ cực tới cực trên đỉnh mây có thể nhìn thấy được của hành tinh, sau đó ghép các dải đó thành một bức tranh tổng thể.
Có lẽ là do gió mạnh nên điểm nóng nhất trên hành tinh dường như bị "dịch chuyển khoảng 30 độ theo chiều dọc" từ điểm dưới sao ("điểm giữa trưa").
Cuối năm 2008, dấu hiệu quang phổ của cacbon dioxide đã được tìm thấy trong bầu khí quyển của HD 189733b.
Vào năm 2013, các đo đạc suất phản chiếu ở các bước sóng khả kiến trong khoảng 290-570 nm sử dụng thiết bị STIS (Phổ kế chụp hình kính viễn vọng không gian) của Kính viễn vọng không gian Hubble, được thông báo trong Astrophysical Journal Letters, xác định hành tinh này có màu lam sẫm do các đám mây phản xạ dày về mặt quang học có chứa "mưa" silicat (thủy tinh). Bài báo mô tả chi tiết kết quả báo cáo về "các suất phản chiếu hình học của Ag = 0,40 ± 0,12 tại 290-450 nm [gần tia cực tím đến lam trong vùng ánh sáng khả kiến của phổ điện từ] và Ag < 0,12 tại 450-570 nm … sự hấp thụ natri triệt tiêu tín hiệu ánh sáng tán xạ vượt quá 450 nm như dự đoán của các mô hình khí quyển Sao Mộc nóng".
Quang phổ truyền qua khí quyển được chụp vào năm 2020 đã cho thấy sự hiện diện của sương mù mờ đục và các dấu hiệu quang phổ của natri và kali.
| Thiên thể đồng hành (thứ tự từ ngôi sao ra) | Khối lượng            | Bán trục lớn (AU) | Chu kỳ quỹ đạo (ngày) | Độ lệch tâm     | Độ nghiêng | Bán kính |
| ------------------------------------------- | --------------------- | ----------------- | --------------------- | --------------- | ---------- | -------- |
| b                                           | 1,162+0,058 −0,039 MJ | 0,03099 ± 0,0006  | 2,21857 ± 0,00002     | 0,0010 ± 0,0002 | —          | —        |

## Tranh cãi về tương tác sao-hành tinh
Vào năm 2008, một nhóm các nhà thiên văn học lần đầu tiên mô tả hiện tượng lóe sáng sao tăng lên khi mà ngoại hành tinh quay quanh HD 189733 A đến vị trí nhất định trên quỹ đạo của nó. Năm 2010, một nhóm khác đã phát hiện ra rằng mỗi lần họ quan sát ngoại hành tinh này tại một vị trí nhất định trên quỹ đạo của nó, họ cũng phát hiện ra lóe sáng tia X. Nghiên cứu lý thuyết từ năm 2000 cho thấy một ngoại hành tinh rất gần ngôi sao mà nó quay quanh có thể gây ra sự gia tăng lóe sáng sao do sự tương tác từ trường của chúng hoặc do các lực thủy triều. Năm 2019, các nhà thiên văn học đã phân tích các dữ liệu từ Đài thiên văn Arecibo, MOST và Kính viễn vọng quang điện tự động, bên cạnh các quan sát lịch sử của ngôi sao ở các bước sóng vô tuyến, quang học, tia cực tím và tia X để kiểm tra các tuyên bố này. Họ thấy rằng các tuyên bố trước đó là phóng đại và ngôi sao chủ không hiển thị nhiều đặc điểm về độ sáng và quang phổ gắn với lóe sáng sao và các vùng hoạt động của sao, bao gồm cả các vết đen sao. Phân tích thống kê của họ cũng cho thấy nhiều lóe sáng sao được nhìn thấy bất kể vị trí của ngoại hành tinh, do đó bác bỏ các tuyên bố trước đó. Từ trường của ngôi sao chủ và ngoại hành tinh không tương tác và hệ thống này không còn được coi là có "tương tác sao-hành tinh".